# Thomas Philip Wallrad d'Alsace-Boussut de Chimay
Thomas Philip Wallrad d'Alsace-Boussut de Chimay (Bruxelles, 12 novembre 1679 – Malines, 5 gennaio 1759) è stato un cardinale e arcivescovo cattolico belga.
Fu nominato cardinale della Chiesa cattolica da papa Clemente XI.

## Biografia
Nacque a Bruxelles il 12 novembre 1679, figlio secondogenito di Philippe-Louis de Hénin-Liétard, conte di Bossu, principe di Chimay e cavaliere del Toson d'oro, e di Anne-Louise Verreycken d'Impden. Tra i suoi antenati vi sono Carlo d'Arenberg e Jean II de Croÿ, primo conte di Chimay. Suo padre era l'undicesimo principe di Chimay, il primo degli Hénin-Liétard, succeduti in linea femminile al ramo degli Arenberg che aveva governato Chimay. Nel 1740 egli stesso sarebbe succeduto al principato per la morte senza eredi del fratello maggiore ma preferì rinunciare in favore di un altro fratello.
Fu arcivescovo di Malines dal 1715 al 1759.
Papa Clemente XI lo elevò al rango di cardinale nel concistoro del 29 novembre 1719.
Morì il 5 gennaio 1759 all'età di 79 anni.
La biblioteca del cardinale, con 4.500 volumi antecedenti la Rivoluzione francese, è conservata presso la Biblioteca Maurits Sabbe della Katholieke Universiteit Leuven a Lovanio.

## Genealogia episcopale e successione apostolica
La genealogia episcopale è:
- Cardinale Scipione Rebiba
- Cardinale Giulio Antonio Santori
- Cardinale Girolamo Bernerio, O.P.
- Arcivescovo Galeazzo Sanvitale
- Cardinale Ludovico Ludovisi
- Cardinale Luigi Caetani
- Cardinale Ulderico Carpegna
- Cardinale Paluzzo Paluzzi Altieri degli Albertoni
- Cardinale Gaspare Carpegna
- Cardinale Fabrizio Paolucci
- Cardinale Giorgio Spinola
- Cardinale Thomas Philip Wallrad d'Alsace-Boussut de Chimay

La successione apostolica è:
- Vescovo Charles d'Espinoza, O.F.M.Cap. (1723)
- Cardinale Giuseppe Spinelli (1725)
- Vescovo Thomas John Francis de Strickland de Sizorghe (1727)
- Vescovo Wilhlemus Delvaux (1732)
- Vescovo Maximiliaan-Antoon van der Noot (1743)
- Vescovo Guillaume-Philippe de Herzelles (1743)
- Vescovo Jan-Baptist de Castillion (1743)
- Vescovo Daniel O'Reilly (1748)
- Vescovo Jan-Robert Caïmo (1754)